# División de Honor Juvenil de España 2015-16
La temporada 2015-16 fue la 30.ª edición de la División de Honor Juvenil de España. Se dará inicio al torneo juvenil el 6 de septiembre de 2015 y finalizaría 17 de abril de 2016.

## Sistema de competición
Al igual que en las temporadas anteriores, forman parte del campeonato 114 equipos repartidos, por criterios de proximidad geográfica, en siete grupos de 16 equipos cada uno, del siguiente modo:
- Grupo I: Asturias, Cantabria y Galicia
- Grupo II: Aragón, País Vasco, La Rioja y Navarra
- Grupo III: Aragón, Baleares, Cataluña
- Grupo IV: Andalucía, Ceuta y Melilla
- Grupo V: Castilla y León, Comunidad de Madrid y Extremadura
- Grupo VI: Islas Canarias
- Grupo VII: Castilla-La Mancha, Comunidad de Madrid, Comunidad Valenciana y Región de Murcia

Siguiendo un sistema de liga, los equipos de cada grupo se enfrentan todos contra todos en dos ocasiones, en campo propio y contrario. El ganador de un partido obtiene tres puntos mientras que el perdedor suma ninguno, y en caso de un empate cada equipo consigue un punto.
Al término de la temporada (jugadas las 30 jornadas) el equipo que más puntos sume en cada grupo se proclamará campeón de Liga, y obtendrá un puesto para disputar, junto con el mejor subcampeón (quien tenga más puntos  entre todos los grupos) la Copa de Campeones de División de Honor Juvenil. Además el campeón de este torneo obtendrá una plaza en la Liga Juvenil de la UEFA 2016-17
Así mismo, los siete campeones y subcampeones de todos los grupos, junto con los dos terceros mejor clasificados, disputarán al finalizar la temporada, la Copa del Rey 2015.
Por su parte, los cuatro últimos clasificados de cada grupo serán descendidos a la Liga Nacional Juvenil 2015-16.

### La categoría juvenil
El reglamento de la Real Federación Española de Fútbol establece que la licencia de futbolista juvenil corresponde a los que cumplan diecisiete años a partir del primero de enero de la temporada de que se trate, hasta la finalización de la temporada en que cumplan los diecinueve.

## Clasificaciones de la División de Honor

### Grupo I
| Pos. | Equipo                 | Pts. | PJ | G  | E | P  | GF | GC | Dif. | Clasificación 2015-16                          |
| ---- | ---------------------- | ---- | -- | -- | - | -- | -- | -- | ---- | ---------------------------------------------- |
| 1    | Racing de Santander    | 70   | 30 | 22 | 4 | 4  | 70 | 36 | +34  | Clasificado a Copa de Campeones y Copa del Rey |
| 2    | Real Oviedo            | 69   | 30 | 22 | 3 | 5  | 76 | 30 | +46  | Clasificado a Copa del Rey 2016                |
| 3    | Sporting de Gijón      | 66   | 30 | 20 | 6 | 4  | 68 | 26 | +42  | Clasificado a Copa del Rey 2016                |
| 4    | Celta de Vigo          | 57   | 30 | 18 | 3 | 9  | 71 | 38 | +33  |                                                |
| 5    | Deportivo de La Coruña | 55   | 30 | 17 | 4 | 9  | 69 | 44 | +25  |                                                |
| 6    | CD Lugo                | 52   | 30 | 16 | 4 | 10 | 54 | 39 | +15  |                                                |
| 7    | Club Bansander         | 40   | 30 | 11 | 7 | 12 | 57 | 61 | −4   |                                                |
| 8    | CD Tropezón            | 35   | 30 | 10 | 5 | 15 | 36 | 44 | −8   |                                                |
| 9    | CD Roces               | 35   | 30 | 10 | 5 | 15 | 38 | 50 | −12  |                                                |
| 10   | ED Val Miñor           | 33   | 30 | 10 | 3 | 17 | 35 | 49 | −14  |                                                |
| 11   | Alondras CF            | 33   | 30 | 10 | 3 | 17 | 34 | 58 | −24  |                                                |
| 12   | Pabellón Ourense CF    | 32   | 30 | 8  | 8 | 14 | 42 | 59 | −17  |                                                |
| 13   | SD Llano 2000          | 30   | 30 | 8  | 6 | 16 | 33 | 51 | −18  | Descendido a Liga Nacional 2016-17             |
| 14   | Victoria CF            | 27   | 30 | 7  | 6 | 17 | 47 | 69 | −22  | Descendido a Liga Nacional 2016-17             |
| 15   | Atlético Perines       | 25   | 30 | 7  | 4 | 19 | 42 | 76 | −34  | Descendido a Liga Nacional 2016-17             |
| 16   | Ourense CF             | 23   | 30 | 6  | 5 | 19 | 27 | 69 | −42  | Descendido a Liga Nacional 2016-17             |

Actualizado a los partidos jugados el Finalizado.
 Fuente: 
Criterios de clasificación: Puntos · Enfrentamientos directos · Diferencia de goles · Goles a favor · Puntos fair-play · Play-off.

### Grupo II
| Pos. | Equipo                | Pts. | PJ | G  | E  | P  | GF | GC | Dif. | Clasificación 2015-16                          |
| ---- | --------------------- | ---- | -- | -- | -- | -- | -- | -- | ---- | ---------------------------------------------- |
| 1    | Athletic Club         | 70   | 30 | 22 | 4  | 4  | 86 | 34 | +52  | Clasificado a Copa de Campeones y Copa del Rey |
| 2    | Antiguoko             | 59   | 30 | 18 | 5  | 7  | 54 | 26 | +28  | Clasificado a Copa del Rey 2016                |
| 3    | Danok Bat CF          | 56   | 30 | 17 | 5  | 8  | 61 | 36 | +25  |                                                |
| 4    | CA Osasuna            | 56   | 30 | 16 | 8  | 6  | 55 | 30 | +25  |                                                |
| 5    | Real Sociedad         | 50   | 30 | 15 | 5  | 10 | 50 | 41 | +9   |                                                |
| 6    | CD Numancia           | 44   | 30 | 13 | 5  | 12 | 43 | 34 | +9   |                                                |
| 7    | CD Oberena            | 43   | 30 | 12 | 7  | 11 | 50 | 47 | +3   |                                                |
| 8    | Deportivo Alavés      | 43   | 30 | 13 | 4  | 13 | 47 | 45 | +2   |                                                |
| 9    | SD Eibar              | 42   | 30 | 11 | 9  | 10 | 35 | 33 | +2   |                                                |
| 10   | AD San Juan           | 41   | 30 | 10 | 11 | 9  | 39 | 42 | −3   |                                                |
| 11   | CD Aurrerá de Vitoria | 38   | 30 | 10 | 8  | 12 | 33 | 40 | −7   |                                                |
| 12   | UDC Chantrea          | 37   | 30 | 8  | 13 | 9  | 52 | 59 | −7   |                                                |
| 13   | Barakaldo CF          | 37   | 30 | 9  | 10 | 11 | 40 | 55 | −15  | Descendido a Liga Nacional 2016-17             |
| 14   | SCD Durango           | 21   | 30 | 5  | 6  | 19 | 30 | 61 | −31  | Descendido a Liga Nacional 2016-17             |
| 15   | Comillas CF           | 19   | 30 | 4  | 7  | 19 | 27 | 59 | −32  | Descendido a Liga Nacional 2016-17             |
| 16   | Indartsu Club         | 9    | 30 | 2  | 3  | 25 | 28 | 88 | −60  | Descendido a Liga Nacional 2016-17             |

Actualizado a los partidos jugados el Finalizado.
 Fuente: 
Criterios de clasificación: Puntos · Enfrentamientos directos · Diferencia de goles · Goles a favor · Puntos fair-play · Play-off.

### Grupo III
| Pos. | Equipo                 | Pts. | PJ | G  | E  | P  | GF | GC | Dif. | Clasificación 2015-16                          |
| ---- | ---------------------- | ---- | -- | -- | -- | -- | -- | -- | ---- | ---------------------------------------------- |
| 1    | RCD Espanyol           | 77   | 30 | 24 | 5  | 1  | 70 | 24 | +46  | Clasificado a Copa de Campeones y Copa del Rey |
| 2    | RCD Mallorca           | 68   | 30 | 21 | 5  | 4  | 72 | 25 | +47  | Clasificado a Copa del Rey 2016                |
| 3    | CF Damm                | 66   | 30 | 20 | 6  | 4  | 65 | 23 | +42  |                                                |
| 4    | FC Barcelona           | 58   | 30 | 17 | 7  | 6  | 68 | 30 | +38  |                                                |
| 5    | Real Zaragoza          | 49   | 30 | 14 | 7  | 9  | 49 | 38 | +11  |                                                |
| 6    | Gimnàstic de Tarragona | 43   | 30 | 11 | 10 | 9  | 54 | 49 | +5   |                                                |
| 7    | UE Sant Andreu         | 41   | 30 | 12 | 5  | 13 | 39 | 45 | −6   |                                                |
| 8    | CD San Francisco       | 40   | 30 | 10 | 10 | 10 | 32 | 36 | −4   |                                                |
| 9    | UE Cornellà            | 37   | 30 | 10 | 7  | 13 | 40 | 46 | −6   |                                                |
| 10   | CE Manacor             | 34   | 30 | 8  | 10 | 12 | 25 | 48 | −23  |                                                |
| 11   | Girona FC              | 33   | 30 | 9  | 6  | 15 | 39 | 53 | −14  |                                                |
| 12   | CD Atlético Baleares   | 33   | 30 | 9  | 6  | 15 | 32 | 51 | −19  |                                                |
| 13   | Lleida Esportiu        | 29   | 30 | 8  | 5  | 17 | 34 | 52 | −18  | Descendido a Liga Nacional 2016-17             |
| 14   | CD Ebro                | 25   | 30 | 7  | 4  | 19 | 29 | 62 | −33  | Descendido a Liga Nacional 2016-17             |
| 15   | SD La Salle            | 22   | 30 | 6  | 4  | 20 | 23 | 51 | −28  | Descendido a Liga Nacional 2016-17             |
| 16   | AD Stadium Casablanca  | 14   | 30 | 3  | 5  | 22 | 19 | 57 | −38  | Descendido a Liga Nacional 2016-17             |

Actualizado a los partidos jugados el Finalizado.
 Fuente: 
Criterios de clasificación: Puntos · Enfrentamientos directos · Diferencia de goles · Goles a favor · Puntos fair-play · Play-off.

### Grupo IV
| Pos. | Equipo                 | Pts. | PJ | G  | E  | P  | GF | GC | Dif. | Clasificación 2015-16                          |
| ---- | ---------------------- | ---- | -- | -- | -- | -- | -- | -- | ---- | ---------------------------------------------- |
| 1    | Sevilla FC             | 72   | 30 | 22 | 6  | 2  | 59 | 15 | +44  | Clasificado a Copa de Campeones y Copa del Rey |
| 2    | Málaga CF              | 70   | 30 | 21 | 7  | 2  | 74 | 21 | +53  | Clasificado a Copa del Rey 2016                |
| 3    | Real Betis             | 59   | 30 | 17 | 8  | 5  | 63 | 23 | +40  |                                                |
| 4    | UD Almería             | 57   | 30 | 17 | 6  | 7  | 58 | 26 | +32  |                                                |
| 5    | Granada CF             | 46   | 30 | 13 | 7  | 10 | 57 | 45 | +12  |                                                |
| 6    | ADP Sevilla Este       | 44   | 30 | 13 | 5  | 12 | 37 | 35 | +2   |                                                |
| 7    | Córdoba CF             | 42   | 30 | 12 | 6  | 12 | 50 | 45 | +5   |                                                |
| 8    | CD San Félix           | 41   | 30 | 11 | 8  | 11 | 41 | 46 | −5   |                                                |
| 9    | Cádiz CF               | 40   | 30 | 11 | 7  | 12 | 43 | 46 | −3   |                                                |
| 10   | UCD La Cañada Atlético | 36   | 30 | 9  | 9  | 12 | 40 | 51 | −11  |                                                |
| 11   | Recreativo de Huelva   | 34   | 30 | 8  | 10 | 12 | 37 | 53 | −16  |                                                |
| 12   | CMD San Juan           | 30   | 30 | 8  | 6  | 16 | 35 | 56 | −21  |                                                |
| 13   | CD Santa Fe            | 29   | 30 | 8  | 5  | 17 | 27 | 56 | −29  | Descendido a Liga Nacional 2016-17             |
| 14   | CD 26 de Febrero       | 28   | 30 | 7  | 7  | 16 | 38 | 67 | −29  | Descendido a Liga Nacional 2016-17             |
| 15   | Marbella FC            | 21   | 30 | 4  | 9  | 17 | 25 | 55 | −30  | Descendido a Liga Nacional 2016-17             |
| 16   | Séneca CF              | 15   | 30 | 3  | 6  | 21 | 17 | 61 | −44  | Descendido a Liga Nacional 2016-17             |

Actualizado a los partidos jugados el Finalizado.
 Fuente: 
Criterios de clasificación: Puntos · Enfrentamientos directos · Diferencia de goles · Goles a favor · Puntos fair-play · Play-off.

### Grupo V
| Pos. | Equipo                  | Pts. | PJ | G  | E | P  | GF | GC | Dif. | Clasificación 2015-16                          |
| ---- | ----------------------- | ---- | -- | -- | - | -- | -- | -- | ---- | ---------------------------------------------- |
| 1    | Atlético Madrid         | 70   | 30 | 22 | 4 | 4  | 87 | 23 | +64  | Clasificado a Copa de Campeones y Copa del Rey |
| 2    | Rayo Vallecano          | 69   | 30 | 21 | 6 | 3  | 63 | 28 | +35  | Clasificado a Copa de Campeones y Copa del Rey |
| 3    | Real Madrid CF          | 68   | 30 | 20 | 8 | 2  | 86 | 23 | +63  |                                                |
| 4    | Getafe CF               | 60   | 30 | 18 | 6 | 6  | 58 | 27 | +31  |                                                |
| 5    | Real Valladolid         | 52   | 30 | 15 | 7 | 8  | 59 | 34 | +25  |                                                |
| 6    | CD Fútbol Peña          | 43   | 30 | 12 | 7 | 11 | 42 | 48 | −6   |                                                |
| 7    | CF Trival Valderas      | 43   | 30 | 13 | 4 | 13 | 48 | 61 | −13  |                                                |
| 8    | CD Diocesano            | 40   | 30 | 11 | 7 | 12 | 43 | 49 | −6   |                                                |
| 9    | RSD Alcalá              | 39   | 30 | 11 | 6 | 13 | 39 | 43 | −4   |                                                |
| 10   | CD Leganés              | 35   | 30 | 9  | 8 | 13 | 33 | 41 | −8   |                                                |
| 11   | CF Rayo Majadahonda     | 35   | 30 | 10 | 5 | 15 | 38 | 49 | −11  |                                                |
| 12   | AD Alcorcón             | 34   | 30 | 9  | 7 | 14 | 43 | 47 | −4   |                                                |
| 13   | UDC Sur                 | 32   | 30 | 9  | 5 | 16 | 38 | 54 | −16  | Descendido a Liga Nacional 2016-17             |
| 14   | Las Rozas CF            | 31   | 30 | 9  | 4 | 17 | 36 | 61 | −25  | Descendido a Liga Nacional 2016-17             |
| 15   | CP Flecha Negra         | 13   | 30 | 3  | 4 | 23 | 23 | 74 | −51  | Descendido a Liga Nacional 2016-17             |
| 16   | EF Puebla de la Calzada | 9    | 30 | 1  | 6 | 23 | 16 | 90 | −74  | Descendido a Liga Nacional 2016-17             |

Actualizado a los partidos jugados el Finalizado.
 Fuente: 
Criterios de clasificación: Puntos · Enfrentamientos directos · Diferencia de goles · Goles a favor · Puntos fair-play · Play-off.

### Grupo VI
| Pos. | Equipo                | Pts. | PJ | G  | E | P  | GF  | GC | Dif. | Clasificación 2015-16                          |
| ---- | --------------------- | ---- | -- | -- | - | -- | --- | -- | ---- | ---------------------------------------------- |
| 1    | UD Las Palmas         | 83   | 30 | 27 | 2 | 1  | 106 | 14 | +92  | Clasificado a Copa de Campeones y Copa del Rey |
| 2    | CD Tenerife           | 60   | 30 | 17 | 9 | 4  | 66  | 26 | +40  | Clasificado a Copa del Rey 2016                |
| 3    | UD Longuera-Toscal    | 53   | 30 | 15 | 8 | 7  | 53  | 47 | +6   | Clasificado a Copa del Rey 2016                |
| 4    | SD San José           | 52   | 30 | 16 | 4 | 10 | 48  | 44 | +4   |                                                |
| 5    | Estrella CF           | 45   | 30 | 13 | 6 | 11 | 47  | 46 | +1   |                                                |
| 6    | CD Juventud Marítima  | 44   | 30 | 13 | 5 | 12 | 41  | 48 | −7   |                                                |
| 7    | UD Telde              | 40   | 30 | 11 | 7 | 12 | 51  | 49 | +2   |                                                |
| 8    | Arucas CF             | 39   | 30 | 10 | 9 | 11 | 31  | 34 | −3   |                                                |
| 9    | Acodetti CF           | 39   | 30 | 11 | 6 | 13 | 38  | 39 | −1   |                                                |
| 10   | AD Huracán            | 39   | 30 | 10 | 9 | 11 | 42  | 36 | +6   |                                                |
| 11   | CD Sobradillo         | 39   | 30 | 11 | 6 | 13 | 46  | 42 | +4   |                                                |
| 12   | CD Tahíche            | 34   | 30 | 10 | 4 | 16 | 33  | 56 | −23  |                                                |
| 13   | CF Unión Viera        | 33   | 30 | 10 | 3 | 17 | 34  | 59 | −25  | Descendido a Liga Nacional 2016-17             |
| 14   | CD Laguna de Tenerife | 31   | 30 | 8  | 7 | 15 | 32  | 50 | −18  | Descendido a Liga Nacional 2016-17             |
| 15   | CF Juventud Laguna    | 29   | 30 | 7  | 8 | 15 | 26  | 47 | −21  | Descendido a Liga Nacional 2016-17             |
| 16   | CD Ofra               | 11   | 30 | 2  | 5 | 23 | 29  | 86 | −57  | Descendido a Liga Nacional 2016-17             |

Actualizado a los partidos jugados el Finalizado.
 Fuente: 
Criterios de clasificación: Puntos · Enfrentamientos directos · Diferencia de goles · Goles a favor · Puntos fair-play · Play-off.

### Grupo VII
| Pos. | Equipo              | Pts. | PJ | G  | E  | P  | GF | GC | Dif. | Clasificación 2015-16                          |
| ---- | ------------------- | ---- | -- | -- | -- | -- | -- | -- | ---- | ---------------------------------------------- |
| 1    | Villarreal CF       | 69   | 30 | 21 | 6  | 3  | 85 | 31 | +54  | Clasificado a Copa de Campeones y Copa del Rey |
| 2    | Levante UD          | 58   | 30 | 18 | 4  | 8  | 52 | 24 | +28  | Clasificado a Copa del Rey 2016                |
| 3    | Valencia CF         | 56   | 30 | 16 | 8  | 6  | 70 | 29 | +41  |                                                |
| 4    | Elche CF            | 53   | 30 | 14 | 11 | 5  | 50 | 39 | +11  |                                                |
| 5    | ADM Lorquí          | 47   | 30 | 14 | 5  | 11 | 45 | 43 | +2   |                                                |
| 6    | Atlético Madrileño  | 44   | 30 | 11 | 11 | 8  | 34 | 30 | +4   |                                                |
| 7    | CD Roda             | 39   | 30 | 10 | 9  | 11 | 37 | 38 | −1   |                                                |
| 8    | Huracán Valencia CF | 39   | 30 | 11 | 6  | 13 | 26 | 34 | −8   |                                                |
| 9    | Albacete Balompié   | 39   | 30 | 10 | 9  | 11 | 32 | 35 | −3   |                                                |
| 10   | Real Murcia         | 38   | 30 | 10 | 8  | 12 | 37 | 41 | −4   |                                                |
| 11   | UCAM Murcia CF      | 37   | 30 | 10 | 7  | 13 | 30 | 50 | −20  |                                                |
| 12   | CD Castellón        | 34   | 30 | 8  | 10 | 12 | 34 | 36 | −2   |                                                |
| 13   | Cartagena FC        | 32   | 30 | 9  | 5  | 16 | 26 | 50 | −24  | Descendido a Liga Nacional 2016-17             |
| 14   | UB Conquense        | 28   | 30 | 7  | 7  | 16 | 30 | 59 | −29  | Descendido a Liga Nacional 2016-17             |
| 15   | CD Alcoyano         | 24   | 30 | 5  | 9  | 16 | 38 | 58 | −20  | Descendido a Liga Nacional 2016-17             |
| 16   | CF Torre Levante    | 22   | 30 | 5  | 7  | 18 | 36 | 65 | −29  | Descendido a Liga Nacional 2016-17             |

Actualizado a los partidos jugados el Finalizado.
 Fuente: 
Criterios de clasificación: Puntos · Enfrentamientos directos · Diferencia de goles · Goles a favor · Puntos fair-play · Play-off.